# Округ Мајами (Индијана)
Округ Мајами (енгл. Miami County) је округ у америчкој савезној држави Индијана.

## Демографија
По попису из 2010. године број становника је 36.903, што је 821 (2,3%) становника више него 2000. године.
| Група             | 2000.          | 2010.          |
| Белци             | 33.560 (93,0%) | 33.307 (90,3%) |
| Афроамериканци    | 1.084 (3,0%)   | 1.673 (4,5%)   |
| Азијати           | 118 (0,3%)     | 129 (0,3%)     |
| Хиспаноамериканци | 478 (1,3%)     | 906 (2,5%)     |
| Укупно            | 36.082         | 36.903         |